# Megan Hathaway
Megan Hathaway is een personage uit de soapserie Days of our Lives. De rol werd door actrice Cheryl-Ann Wilson gespeeld van 1984 tot 1985.

## Personagebeschrijving
Megan kwam in 1984 naar Salem samen met haar adoptievader Maxwell Hathaway. Ze is de biologische dochter van Stefano DiMera. Megan wilde haar oud vriendje Bo Brady terug hebben en deed er alles aan om hem voor zich te winnen. Ze maakte hem wijs dat ze een kind van hem gekregen had dat ze voor adoptie had opgegeven.
In 1985 probeerde Megan om Hope Williams te vermoorden in het bubbelbad in de zaak van Chris Kositchek, The Body Connection. Haar plan mislukte echter toen ze Larry Welch hoorde praten met zijn Russische contactpersoon over de drie prisma's. Toen Larry doorhad dat Megan hem bespioneerde begon ze te vechten en Larry vermoordde Megan. Hij dumpte haar in het bubbelbad en ze werd gevonden door Hope, die de hoofdverdachte van de moord werd.